# Resort San Juan Marriott y Casino Stellaris
El Resort San Juan Marriott y Casino Stellaris es un casino hotel situado en la playa de Condado, San Juan, Puerto Rico. Es operado por Marriott International. San Juan Marriott dispone de 525 habitaciones de hotel y un casino. Además, el hotel cuenta con 8 salas de reuniones con un total de 10,900 pies cuadrados (1,010 m²) de espacio para reuniones. El hotel fue construido originalmente en octubre de 1963 como el Hotel Sheraton Puerto Rico y fue uno de los principales lugares de alojamiento en el área. En 1986, el hotel fue el sitio donde se produjo el segundo incendio más mortífero en la historia de Estados Unidos. El hotel arruinado quedó vacante hasta que fue renovado y reabierto en 1995 con su actual nombre.